# Ter Aard
Ter Aard is een buurtschap gelegen ten noorden van de stad Assen in de provincie Drenthe (Nederland). Ter Aard behoort sinds de gemeentelijke herindeling in 1998 tot de gemeente Assen, daarvoor tot de toen nog bestaande gemeente Vries.

## Geschiedenis
Al in de ijzertijd was er menselijke activiteit in de omgeving van Ter Aard. Er zijn sporen gevonden van een raatakker uit deze periode.

De buurtschap is een voorbeeld van een onvoltooid brinkdorp.

Op de Franse kaarten van Drenthe uit 1812 staat Ter Aard ingetekend met enkele percelen bouwland, de es. Tot 1850 bestond Ter Aard slechts uit enkele boerderijen langs de weg van Assen naar Zeijen. Begin van de 20e eeuw werd bij Ter Aard 100 ha. woeste grond ontgonnen en in cultuur gebracht door de maatschappij "Hunneheide", die er de boerderij "Hunneheide" stichtte. Op de 1:25000 serie topografische kaarten van de Topografische Dienst Kadaster die in 2004 beschikbaar waren, is de boerderij "Hunneheide" nog ingetekend. De boerderij "Hunneheide" is nog steeds aanwezig, en ligt net ten zuiden van Ter Aard.
Tussen 1850 en 1940 werd de bebouwing van Ter Aard ruim verdubbeld. Omstreeks 1920 werd Ter Aard door bestrating van de weg van Assen naar Zeijen behoorlijk verbonden met de omliggende plaatsen.

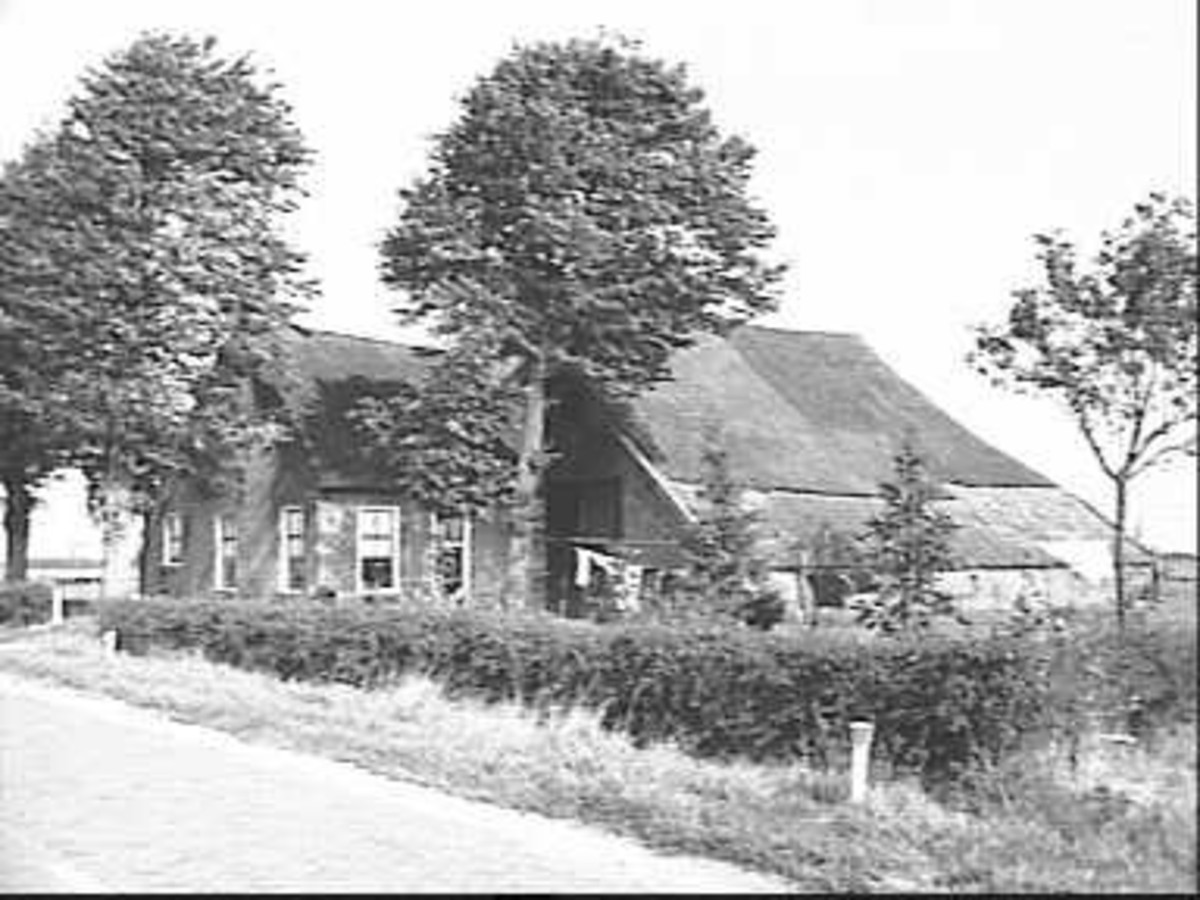
Voorzijde Ter Aardseweg 9 in 1965
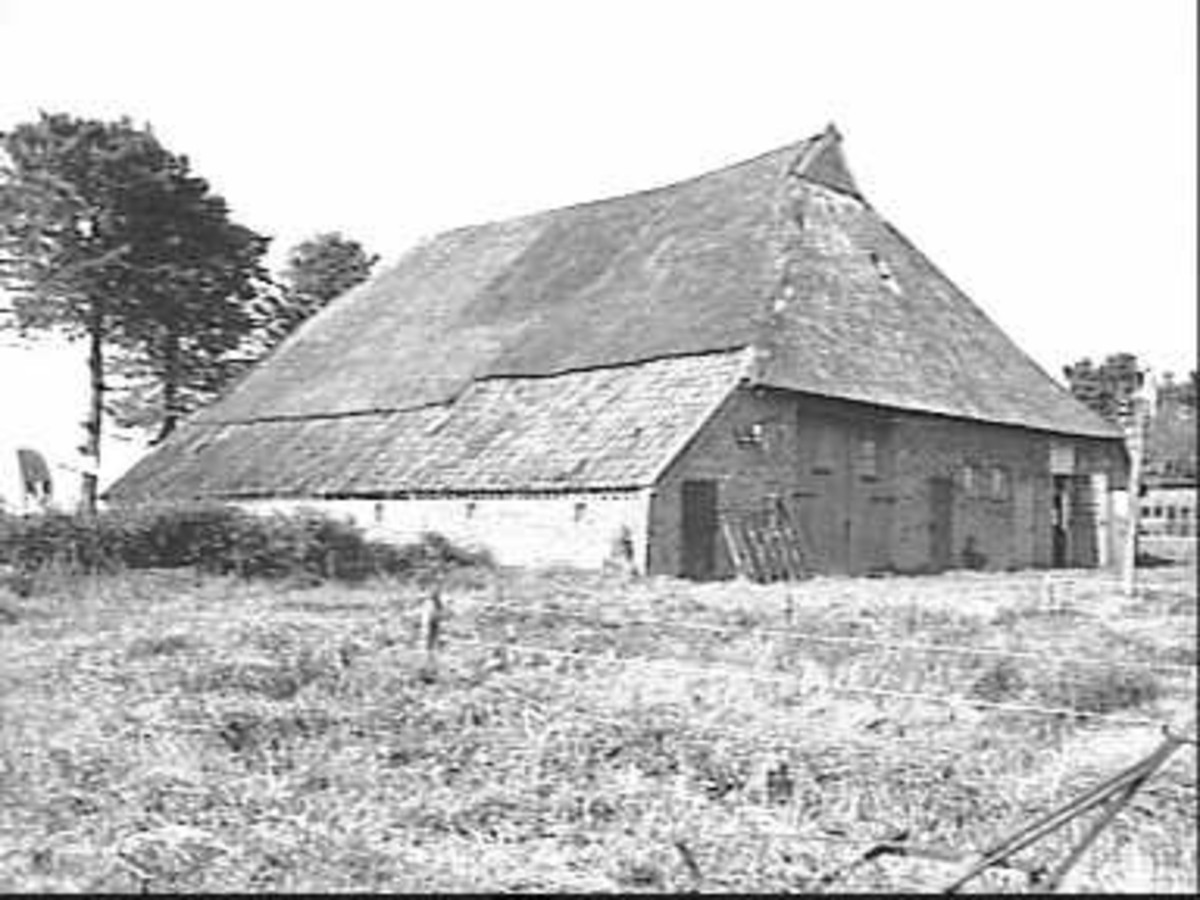
Achterzijde zelfde boerderij in 1965
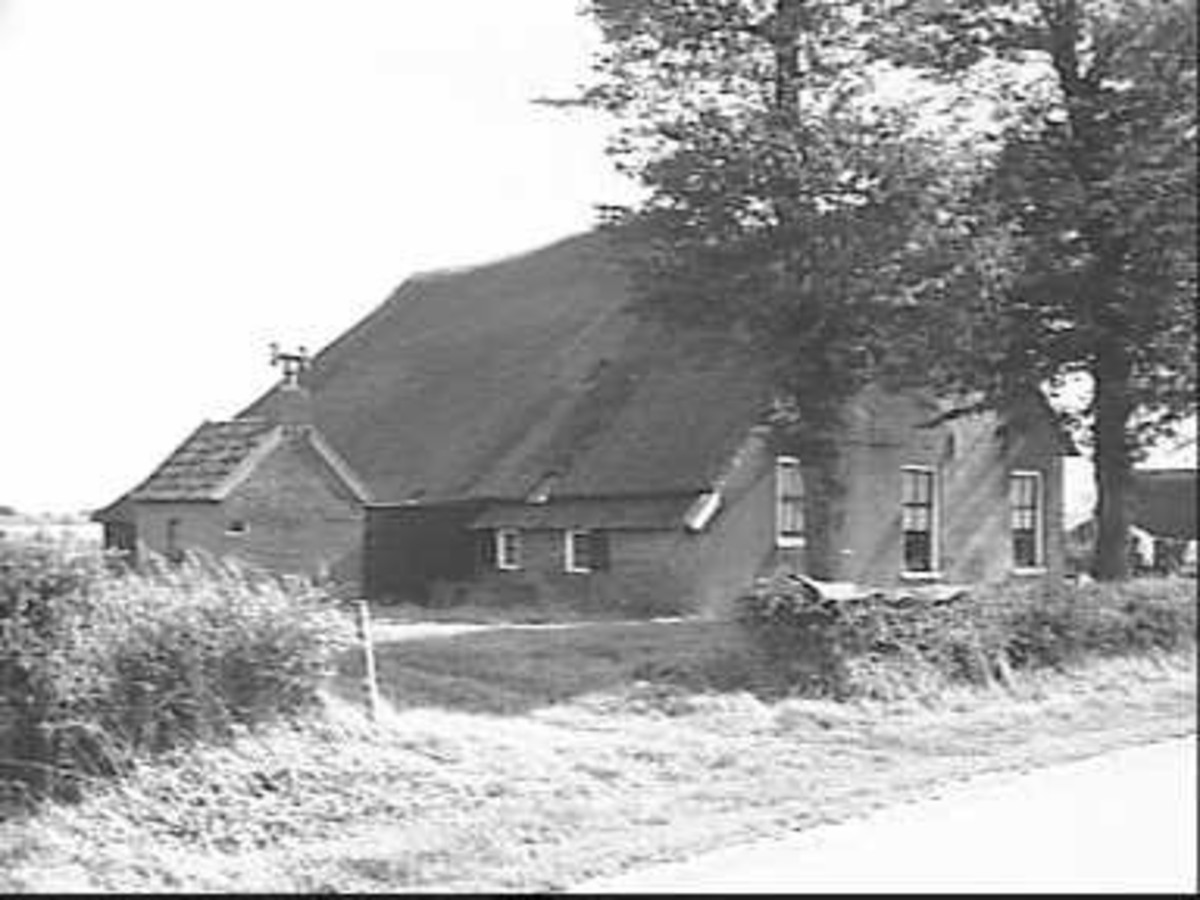
Bakhuis van dezelfde boerderij

Ter Aard · Anreep · Graswijk · De Haar · Loon · Norgervaart (deels) · Rhee · Schieven · Ubbena · Witten · Zeijerveen · Zeijerveld

Drenthe: Steden en dorpen      Nederland: Provincies · Gemeenten